# Quách Anh
Quách Anh (1335 – 1403) là một danh tướng và khai quốc công thần nhà Minh. Theo Chu Nguyên Chương, ông trải qua hơn 500 trận chiến lớn nhỏ, từng cùng với Từ Đạt và Thường Ngộ Xuân đánh bại Trần Hữu Lượng và Trương Sĩ Thành, được ban tước Hầu.
Trong chiến dịch Tĩnh Nan, Quách Anh theo quân triều đình chống lại Yên vương Chu Đệ nhưng bất thành. Chu Đệ lên ngôi cho bãi chức ông, phải trở về quê sinh sống, được tặng làm Doanh Quốc công (营国公).

## Cuộc đời
Quách Anh là con trai của Quách Sơn Phủ (郭山甫), là người biết xem tướng, quê ở Hào Châu (nay là huyện Phượng Dương, tỉnh An Huy). Quách Anh còn một người anh là Quách Hưng (郭興) cũng một tướng lĩnh theo hầu Chu Nguyên Chương, một người em gái được gả làm thiếp cho Nguyên Chương là Quách Ninh phi. Nhận thấy Nguyên Chương là người có số phú quý, Sơn Phủ đã gửi các con ông theo hầu.

### Thời kỳ Nguyên mạt
Năm Chí Chính thứ 14 (1354) triều Nguyên Huệ Tông, Quách Anh theo Nguyên Chương tấn công Định Viễn, sau đó đánh hạ Trừ Châu, Hòa Châu (thuộc tỉnh An Huy ngày nay), lập nhiều chiến công trong trận hồ Bà Dương.
Năm Chí Chính thứ 24 (1364), Quách Anh tấn công Vũ Xương rồi Nhạc Châu, đánh bại quân tiếp viện, chiếm được Lư Châu (Hợp Phì ngày nay) và Tương Dương, được phong Kiêu kỵ vệ thiên hộ (骁骑卫千户). Sau khi hạ Hoài An, Hào Châu và An Phong, Quách Anh được thăng làm Chỉ huy thiêm sự (指挥佥事).
Năm Chí Chính thứ 27 (1367), Quách Anh và Từ Đạt đi chinh phạt Trung Nguyên, tấn công Khoách Khuếch Thiếp Mộc Nhi, được thăng Chỉ huy Phó sứ (指挥副使). Đến Định Tây, giết hơn 2000 quân Nguyên, ông được thăng tiếp làm Đô chỉ huy sứ.

### Thời kỳ Hồng Vũ
Vào năm Hồng Vũ thứ 9 (1376), Quách Anh được chuyển đến trấn giữ Bắc Kinh, năm thứ 13 hồi kinh, phong làm Tiền quân Đô đốc phủ.
Năm thứ 14 (1381), Quách Anh cùng Phó Hữu Đức tấn công Vân Nam, tận diệt tàn dư quân Nguyên. Lúc bấy giờ, trời mưa nhiều ngày, nước sông dâng cao, Quách Anh cho đốn cây làm thuyền, ban đêm vượt sông, rạng sáng thì đến được doanh trại quân Nguyên, quân Nguyên không kịp trở tay. Vào năm thứ 16 (1383), Hữu Đức và Quách Anh một lần nữa vượt sông Kim Sa bình định Nguy Sơn và Đặng Xuyên.
Năm thứ 17 (1384), Quách Anh được ban tước Vũ Định hầu (武定侯), nhận 2.500 thạch lương thực. Sang năm sau, ông được phong làm Tĩnh hải tướng quân (靖海将军) và trấn giữ Liêu Đông. Năm thứ 20, Quách Anh cùng tướng Phùng Thăng tới Kim Sơn, tướng của Bắc Nguyên là Nạp Cáp Xúy đầu hàng. Ông còn theo Lam Ngọc trong trận hồ Buir, sau khi về triều thì được ban thưởng rất hậu hĩnh.

### Thời kỳ Kiến Văn
Dưới thời Kiến Văn, Quách Anh tham gia chiến dịch Tĩnh Nan cùng với Lý Cảnh Long. Sau khi trận chiến kết thúc, Quách Anh bị cách bỏ hết chức tước và trở về quê. Vào năm Vĩnh Lạc thứ nhất (1403), Quách Anh mất ở tuổi 69, được tặng làm Doanh Quốc công (营国公), thụy là Thành Tương (威襄). Quách Anh là người trung thành tận tụy, thông thạo sử sách, kỷ luật nghiêm ngặt. Thời Gia Tĩnh năm thứ 16 (1537), hợp thờ Thái miếu.

## Gia quyến
Quách Anh có 12 người con trai và 9 con gái, tuy nhiên những người con trai đều là do thứ thất sinh ra. Có thể kể đến một số người sau:
- Quách Trấn (郭镇), lấy Vĩnh Gia Trinh Ý Công chúa, hoàng nữ thứ 12 của Minh Thái Tổ, được phong Phò mã đô úy.
  - Quách Trân, con trai của phò mã và công chúa. Thời Tuyên Đức, công chúa xin lập Trân làm thừa tự cho dòng họ Quách.[8]
- Quách Minh (郭铭), nhậm chức Điển bảo, tập tước Vũ Định hầu (武定侯).
  - Quách Quý phi, sủng thiếp của Minh Nhân Tông, bị tuẫn táng.
  - Quách thị, thiếp của phế vương Chu Cao Hú, em của Nhân Tông.
  - Quách Xuân (郭玹), tập tước Hầu.
- Quách Kỹ (郭锜)
  - Quách Ái, nổi tiếng với tài văn thơ, được Minh Tuyên Tông nạp làm thiếp, vào cung chưa tròn tháng thì qua đời.
- Liêu Vương phi Quách thị, chánh thất của Liêu Giản vương Chu Thực, hoàng tử thứ 15 của Minh Thái Tổ.
- Dĩnh Vương phi Quách thị, chánh thất của Dĩnh Tĩnh vương Chu Đống, hoàng tử thứ 24 của Minh Thái Tổ.